# Johan Rudolph Deiman
Johan Rudolph Deiman (Duits: Johann Rudolph Deimann) (Hage (Oost-Friesland), 29 augustus 1743 – Amsterdam, 15 januari 1808) was een Duits-Nederlands arts en scheikundige. 

## Levensloop
Deiman was het jongste van de vijf kinderen  van de uit Hage komende  jurist  Albertus Deiman en zijn echtgenote Volke Hiddes. Een  twaalf jaar oudere broer van hem was Johan Diedrich Deiman, die in Nederland naam zou maken als evangelisch-luthers geestelijke. Johan Rudolph ging op school te Norden. Toen hij veertien jaar oud was, overleed zijn vader. Zijn twee oudere broers maakten het hem mogelijk, te Leer farmacie te studeren. Daarna studeerde hij farmacie, geneeskunde en filosofie aan de universiteit van Halle (Saale).
In 1770 vestigde Deiman zich als arts te Amsterdam. Hij behoorde in die tijd tot de medici, die onderzoek deden naar een mogelijke bestrijding van de pokken d.m.v. vaccinatie. In 1775 vertaalde hij een werk van Christoph Unzer over het gebruik van magnetisme in de geneeskunde, wat in die tijd nog voor potentieel effectief werd gehouden.  In 1776 vertaalde hij een Franse verhandeling over de lintworm. In 1778 begaf hij zich op het gebied van de scheikunde en werd samen met o.a. Adriaan Paets van Troostwijk, Anthonie Lauwerenburgh en Nicolaas Bondt een van de zes Hollandse Scheikundigen. In 1794 waren genoemde chemici, door etheen met chloor te laten reageren, de vier ontdekkers van de stof 1,2-dichloorethaan. In 1780 hadden Van Troostwijk en Deiman al belangrijk onderzoek gedaan naar de invloed van licht op de groei van planten en bomen. Deiman geldt ook als een belangrijk navolger van de Franse scheikundige Antoine Lavoisier.
Vanaf 1783 was Deiman lid van de Hollandsche Maatschappij der Wetenschappen te Haarlem.  
Kort vóór zijn dood, begin 1808, was Deiman korte tijd lijfarts van koning Lodewijk Napoleon.

## Werken
- Verhandeling over het nut van den groei der Boomen en Planten tot zuivering der lucht, Amsterdam 1780
- Verhandeling over het bestaan der onbezielde dieren
- Waarnemingen omtrent der verbetering der lucht, door middel van den groei der planten, in: Mengelwerk der Hedend. Vaderl. Letteroeff. 7, 1778, blzz. 338–349;

## Externe  link
- www.chg.kncv.nl/geschiedenis/biografieen/d/deiman,-j.r. Website CHV/KNCV over Deimans scheikundig werk

- Biografisch Portaal: 20855666
- Digitale Bibliotheek voor de Nederlandse Letteren: deim003
- Gemeinsame Normdatei: 172952921
- International Standard Name Identifier: 0000 0000 7425 7782
- Library of Congress Control Number: no2010000518
- Nationale Bibliotheek van Tsjechië: mzk2009532817
- Nederlandse Thesaurus van Auteursnamen: 06876927X
- Virtual International Authority File: 3211956
- WorldCat: E39PBJp9wkQRQYF4qcQk3c9qwC